# Революция чрез социалните медии
Революцията чрез социалните медии в Беларус е форма на мълчалив протест на гражданите, недоволни от политиката на тоталитарно управление на страната, довела до финансовата криза, девалвация на беларуската рубла и катастрофална инфлация.
Тези акции са организирани чрез социалните мрежи Facebook и „В контакт“. В центровете на беларуските градове се събират протестиращи без лозунги, които само от време на време ръкопляскат, изразявайки по този начин несъгласието си с тоталитарните методи на управление в Беларусия.
Първата акция е проведена на 8 юни 2011 г., сряда, от 19 ч. Следващите акции продължават да се провеждат всяка сряда. Изключение прави акцията, проведена в неделя, 3 юли – Деня на Република Беларус.